# 马兰镇
马兰镇，是中华人民共和国山西省太原市古交市下辖的一个乡镇级行政单位。

## 行政区划
马兰镇下辖以下地区：
利民社区、西塔社区、马兰社区、武家庄社区、姬家庄村、康庄村、南龙沟村、北社村、下石沟村、营立村、西沟村、七佛沟村、南家山村、康家梁村、十字岩村、白草塔村、武家坡村和孙家圪垛村。